# Saelices de la Sal
Saelices de la Sal es un municipio y localidad española de la provincia de Guadalajara, en la comunidad autónoma de Castilla-La Mancha. El término municipal tiene una población de 47 habitantes (INE 2024). 

## Geografía
En el siglo XIX se mencionaban los «buenos montes huecos de encina y roble» existentes en el término.

## Historia
Hacia mediados del siglo XIX, el lugar tenía contabilizada una población de 126 habitantes. La localidad aparece descrita en el decimotercer volumen del Diccionario geográfico-estadístico-histórico de España y sus posesiones de Ultramar de Pascual Madoz de la siguiente manera:

SAELICES: l. con ayunt. en la prov. de Guadalajara (14 leg.), part. jud. de Cifuentes (5), aud terr. de Madrid (24), c. g. de Castilla la Nueva, dióc. de Sigüenza (6): sit. en un hondo valle dominado por 2 elevados y peñascosos cerros, le combaten principalmente los vientos del N y S., su clima es frio. Tiene 45 casas, la consistorial que sirve de cárcel; escuela de instruccion primaria frecuentada por 30 alumnos; una fuente de abundantes y buenas aguas; una igl. parr. (San Pedro Apóstol) servida por un cura y un sacristan: confina el térm. con los de Villarejo, La Riba, Riba-Redonda, Espliegares y Sotodosos; dentro de él se encuentran 2 erm. (Ntra. Sra. de los Olmos y San Antonio); varias fuentes unas de agua dulce y otras salobres, y unas salinas de las que se da razón en art. separado: el terreno que participa de quebrado y llano con bastante valle, es de regular calidad, si bien en algunos puntos abunda el yeso; comprende buenos montes huecos de encina y roble; le baña un pequeño arroyo que se forma en una laguna que hay á la entrada del valle, y aumenta su caudal con el sobrante de la fuente pública. caminos: los locales y los que dirigen á la Alcarria y Aragón, todos de herradura y en mal estado. correo: se recibe y despacha en la administracion de Cifuentes: prod.: trigo, cebada, avena, patatas, cáñamo, judias, garbanzos y otras legumbres, cera, rica miel, bellota, leñas de combustible y buenos pastos, con los que se mantiene ganado lanar, cabrio, vacuno y mular; abunda la caza de perdices, conejos y liebres; no faltan lobos y zorras, y en el arroyo se crian anguilas, barbos y conejos: ind.: la agrícola, la que proporciona el laboreo y entroge de la sal, 2 molinos harineros y 2 telares de lienzos ordinarios. pobl.: 34 vec., 126 alm. cap. prod.: 816,600 rs. imp.: 49,000. contr. 2,490.
(Madoz, 1849, p. 614)

Hasta la reforma de la nomenclatura municipal de 1916 el municipio se llamaba simplemente Saelices. En dicha fecha su nombre fue modificado por el de Saelices de la Sal.

## Demografía
Saelices de la Sal cuenta con una población de 47 habitantes (INE 2024).
| Gráfica de evolución demográfica de Saelices de la Sal entre 1842 y 2021                                            |
| |
| Población de derecho según los censos de población del INE Población de hecho según los censos de población del INE |

| 75            | 72 | 66 | 69 | 63 | 52 | 54 |
| (Fuente: INE) |    |    |    |    |    |    |

## Patrimonio
- Salinas de San Juan